# 千葉県道36号佐原停車場線

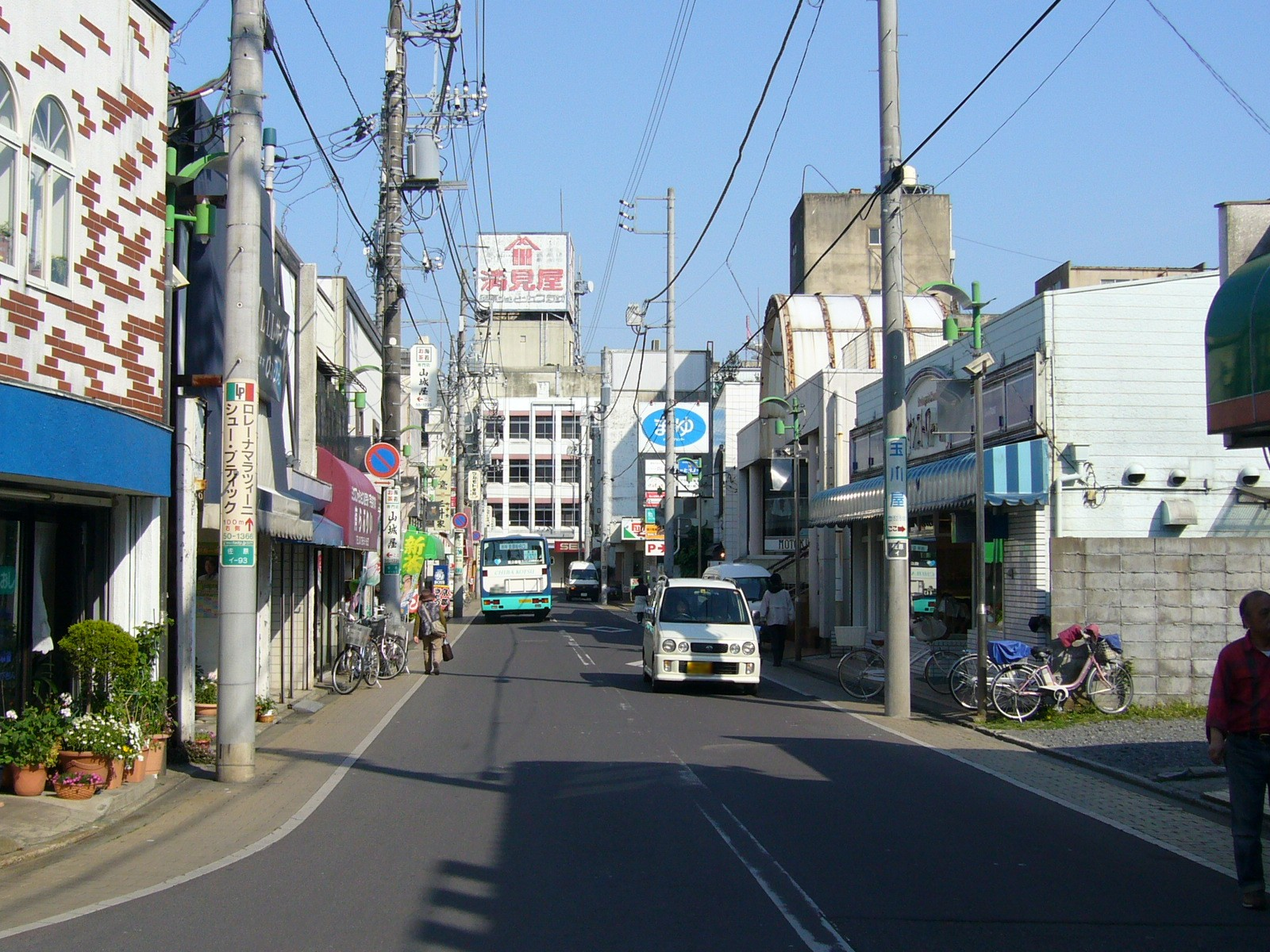
県道36号・佐原駅前通り（2007年4月撮影）

千葉県道36号佐原停車場線（ちばけんどう36ごう さわらていしゃじょうせん）は、千葉県香取市佐原竹の下の佐原駅前を起点とし、香取市佐原関戸の千葉県道55号佐原山田線との交点を終点とする主要地方道である。

## 路線概要
佐原駅前を起点とし、水郷佐原観光協会案内所前交差点を左折し、旧清見屋前交差点を右折、突き当たりの大川みどり漬け前交差点を終点とする全長305mの主要地方道。かつては、十字屋ポポと清見屋を結ぶ佐原駅前通りとして賑わいを見せた道路であるが、現在では両店とも閉店し閑散とした通りとなっている。
- 起点：香取市佐原竹の下、佐原駅前
- 終点：香取市佐原関戸、大川みどり漬け前交差点
- 総延長：0.305 km[1]
- 重用延長：なし
- 未供用延長：なし
- 実延長：0.305 km[1]

## 通過する自治体
- 千葉県
  - 香取市

## 接続するおもな道路
- 千葉県道55号佐原山田線（香取市佐原関戸、大川みどり漬け前交差点、終点）